# Dwergster

Relatieve groottes van kleine ster types tenopzichte van de zon

Sterren worden geklasseerd aan de hand van hun lichtkracht. Dwergsterren zijn sterren die relatief weinig licht uitstralen. Ze bevinden zich op de hoofdreeks van het Hertzsprung-Russelldiagram. Dit in tegenstelling tot reuzensterren.
Dit kenmerk is het enige gemeenschappelijke aan de term dwergster. De benaming dwerg zegt niets over de massa of over de omvang van de ster, noch wordt er eenzelfde ontstaansgeschiedenis of fase in hun leven mee aangeduid.
Er zijn dwergsterren die heet zijn en dwergsterren die koel zijn. Hieraan danken zij de verschillende benamingen (bruin, oranje, rood, geel, wit en zwart).
Er zijn verschillende redenen waarom een ster weinig (zichtbaar) licht uitzendt:
- De ster heeft te weinig massa om kernfusie te starten en is eigenlijk een mislukte ster zoals een bruine dwerg. Kernfusie kan pas beginnen als de ster een massa heeft van minimaal 0,08 zonsmassa. Bruine dwergen zitten onder deze grens, rode dwergen er net boven.
- Een rode dwergster is relatief groot maar ook koel waardoor toch niet zoveel licht wordt uitgezonden. De massa is heel gering. Een voorbeeld van een rode dwerg is de ster Proxima Centauri.
- De zon is een ster die zich op de hoofdreeks van het Hertzsprung-Russelldiagram bevindt en is een voorbeeld van een gele dwergster.
- Een witte dwerg is het restant van een zwaardere ster die aan het eind van zijn "normale" leven zijn buitenste lagen weggeblazen heeft. De kern van de ster blijft over als witte dwerg en is aanvankelijk nog zeer heet maar koelt heel langzaam af omdat in de ster zelf geen kernreacties meer plaatsvinden. Een bekende witte dwerg is de kleine begeleider van Sirius (Sirius B). Ze heeft ongeveer dezelfde massa als de zon, maar de afmetingen van een grote planeet (4 x de aardmiddellijn). Dit is alleen maar mogelijk als de materie van de ster afgebroken is tot losse kernen en elektronen, die zeer dicht bij elkaar liggen. De materie van een witte dwerg is bijzonder zwaar: een cm³ van de materie van Sirius B heeft een massa van 30.000 maal die van een cm³ water.
- Een witte dwerg die na tientallen biljarden jaren zo is afgekoeld dat hij geen licht meer uitstraalt is een zwarte dwerg geworden. Omdat het heelal pas 13,7 miljard jaar oud is zijn er nog geen zwarte dwergen.

## Soorten dwergsterren
| naam         | massa (x zon) | Opmerkingen                                     |
| ------------ | ------------- | ----------------------------------------------- |
| Bruine Dwerg | 0,02 - 0,08   | niet ontbrande ster                             |
| Rode Dwerg   | 0,08 - 0,4    |                                                 |
| Oranje Dwerg | 0,4 - 0,80    |                                                 |
| Gele Dwerg   | 0,80 - 1,2    |                                                 |
| Blauwe dwerg | 0,08 - 0,4    | theoretische in de evolutie van een rode dwerg  |
| Witte Dwerg  | 1,2 - 1,4     | restant aan eind leven van een middelzware ster |
| Zwarte dwerg | 1,2 - 1,4     | uitgedoofde witte dwerg, bestaat nog niet       |